# فيلي سميت
فيلي سميت (بالأفريقانية: Willem Smit)‏ هو دراج جنوب أفريقي، ولد في 29 ديسمبر 1992 في Lydenburg ‏ في جنوب أفريقيا.

## وصلات خارجية
- فيلي سميت على موقع الاتحاد الدولي للدراجات (الإنجليزية)
- فيلي سميت على موقع أرشيف الدراجات (الإنجليزية)
- فيلي سميت على موقع إحصائيات الدراجات الإحترافية (الإنجليزية)
- فيلي سميت على موقع نسبة الدراجات (الإنجليزية)